# Église Notre-Dame de Chapelle-Royale
L'église Notre-Dame de Chapelle-Royale est une église catholique située dans la commune de Chapelle-Royale dans le département français d'Eure-et-Loir, en région Centre-Val de Loire.

## Historique
L'église de la Chapelle-Royale, provenant du latin Capella Regalis, est une église dont les origines remontent au VIIe siècle à l'époque mérovingienne. Selon la tradition, l'église, qui dépendait de l'abbaye Saint-Père-en-Vallée de Chartres, fut financée par la Reine Bathilde, épouse du roi Clovis II.

## Architecture
Église à partir du XIe siècle, l'édifice, originellement d'influence romane, a été remodelé à la fin du XVe siècle afin de créer dans le chœur et le sanctuaire quatre grandes fenêtres à meneaux. La porte de l'église, autrefois précédée d'un chapiteau de charpente appelé familièrement caquetoire, est demeurée en plein cintre avec assise de grison.
La voûte, ornée de roses et d'étoiles, a également été restaurée à cette période. Des parcelles de cette voûte peuvent encore être admirées au fond de l'église. Un grand crucifix vient embellir le quatrième entrait qui constitue une poutre de gloire. Une statue de Marie se situe à droite de celle de Jésus de Nazareth. Une statue de saint Jean tenant le livre des évangiles dans la main gauche et un calice dans l'autre main se trouve à gauche du crucifix

L'église Notre-Dame
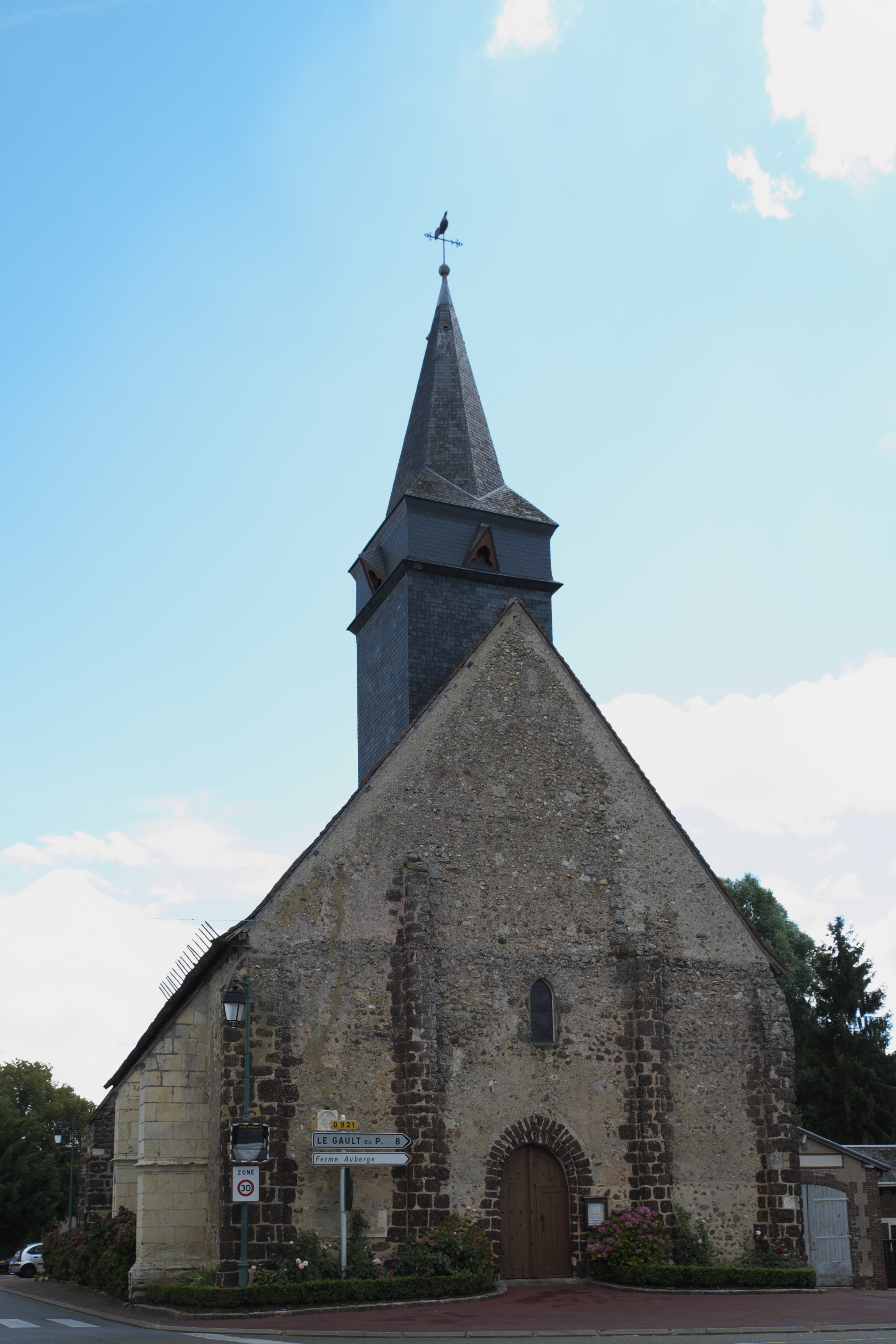
L'église Notre-Dame.
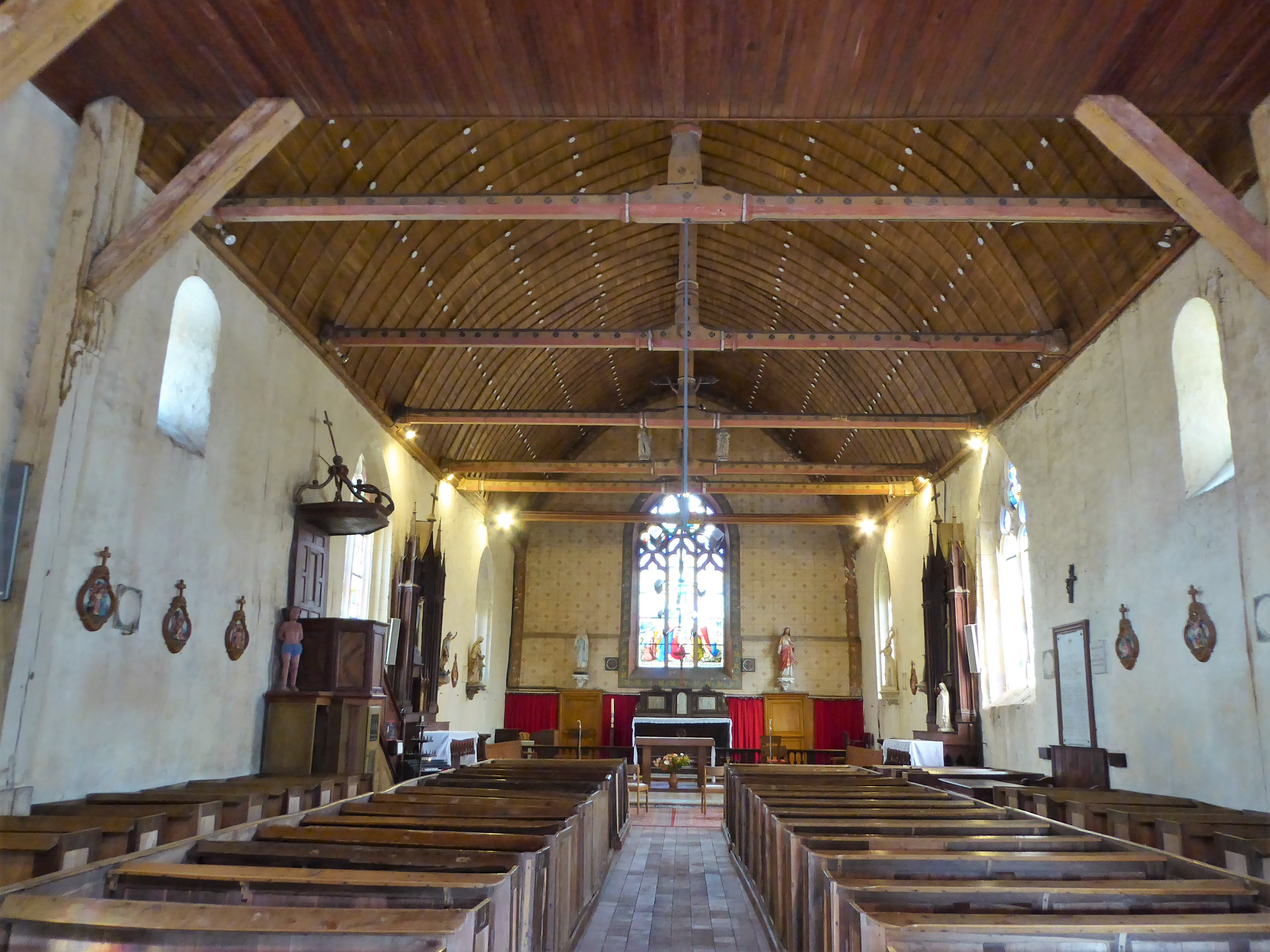
La nef et le chœur.
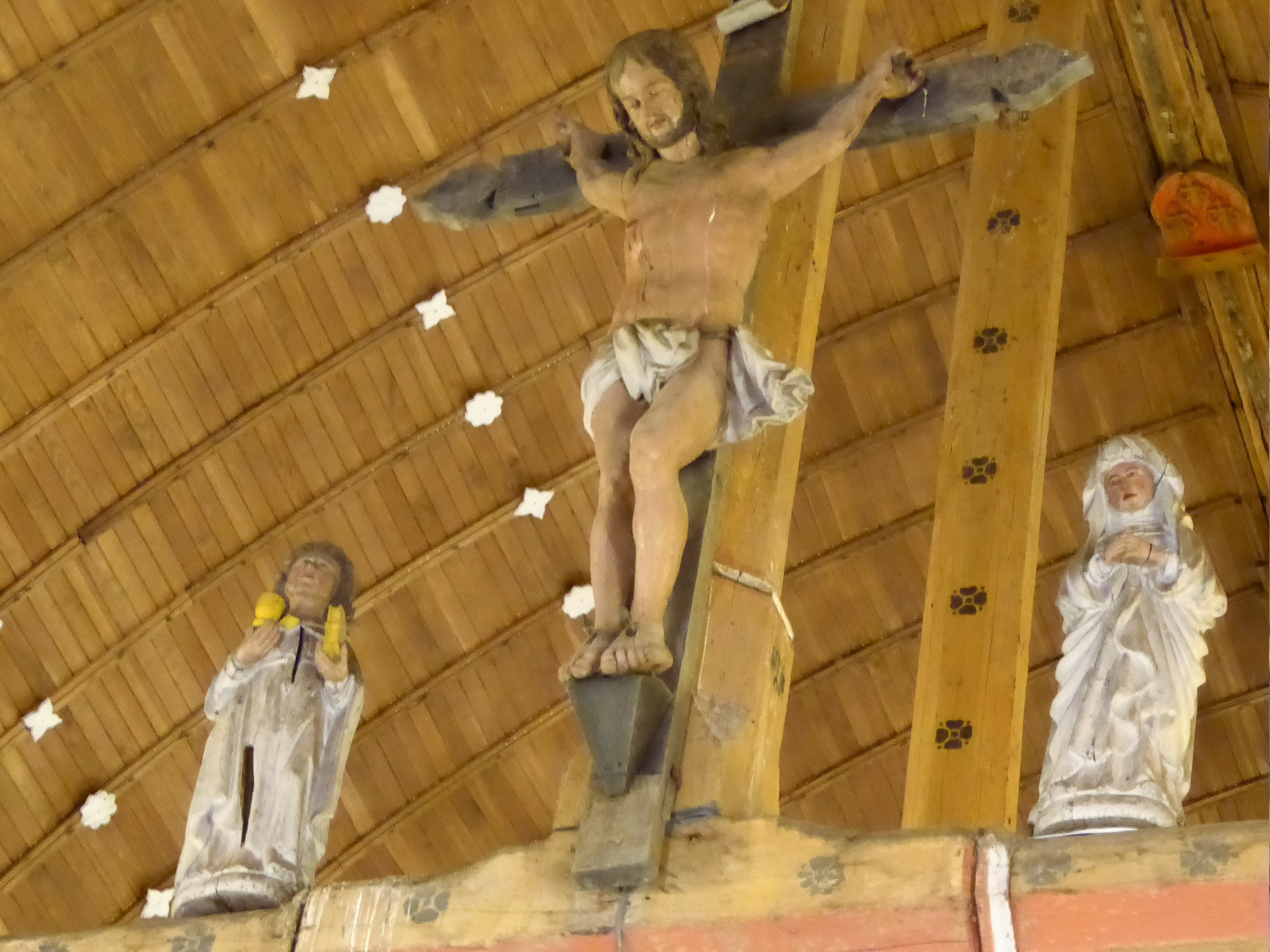
La poutre de gloire.
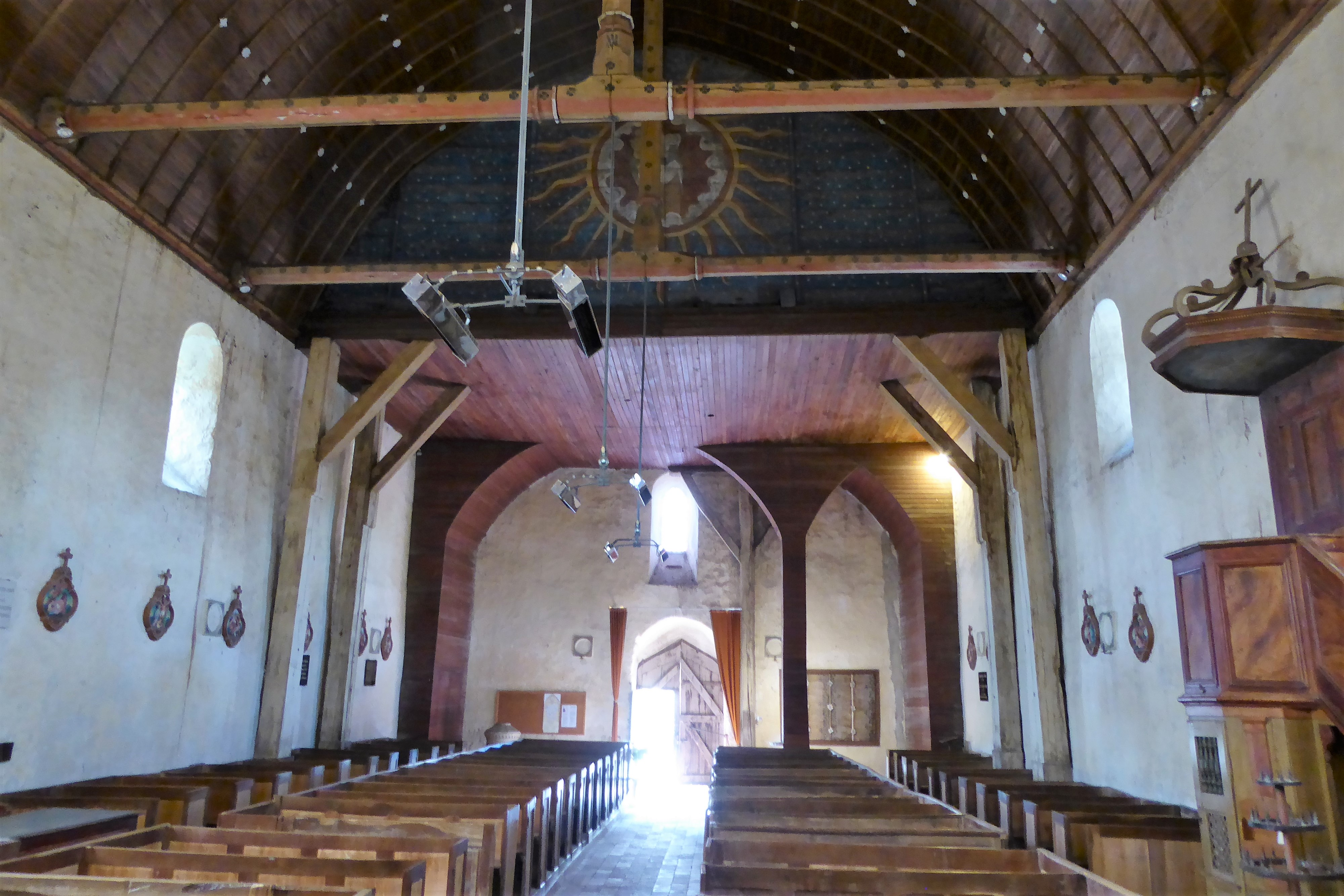
La nef, vue du chœur.

## Vitraux
Les vitraux décorant le chœur et le sanctuaire sont l’œuvre de Charles Lorin, maître verrier de Chartres, et sont datés du début du XXe siècle. Ils mettent en scène l'Assomption de Marie dans la verrière axiale, saint Louis et saint Julien du Mans au nord.
Quant au vitrail signé par Charles Lorin en 1920, il reprend le thème de la Première Guerre mondiale, cher à l'artiste qui perdit en 1917 sur le champ de bataille son fils aîné âgé de 18 ans : sont représentés Jésus, un soldat allongé dans les bras de la France, ainsi que d'autres soldats, des tombes dont les croix sont pourvues de cocarde, les tranchées avec sacs de sable, barbelés et chevaux de frise, au lointain une cathédrale en feu...

Les vitraux de Charles Lorin
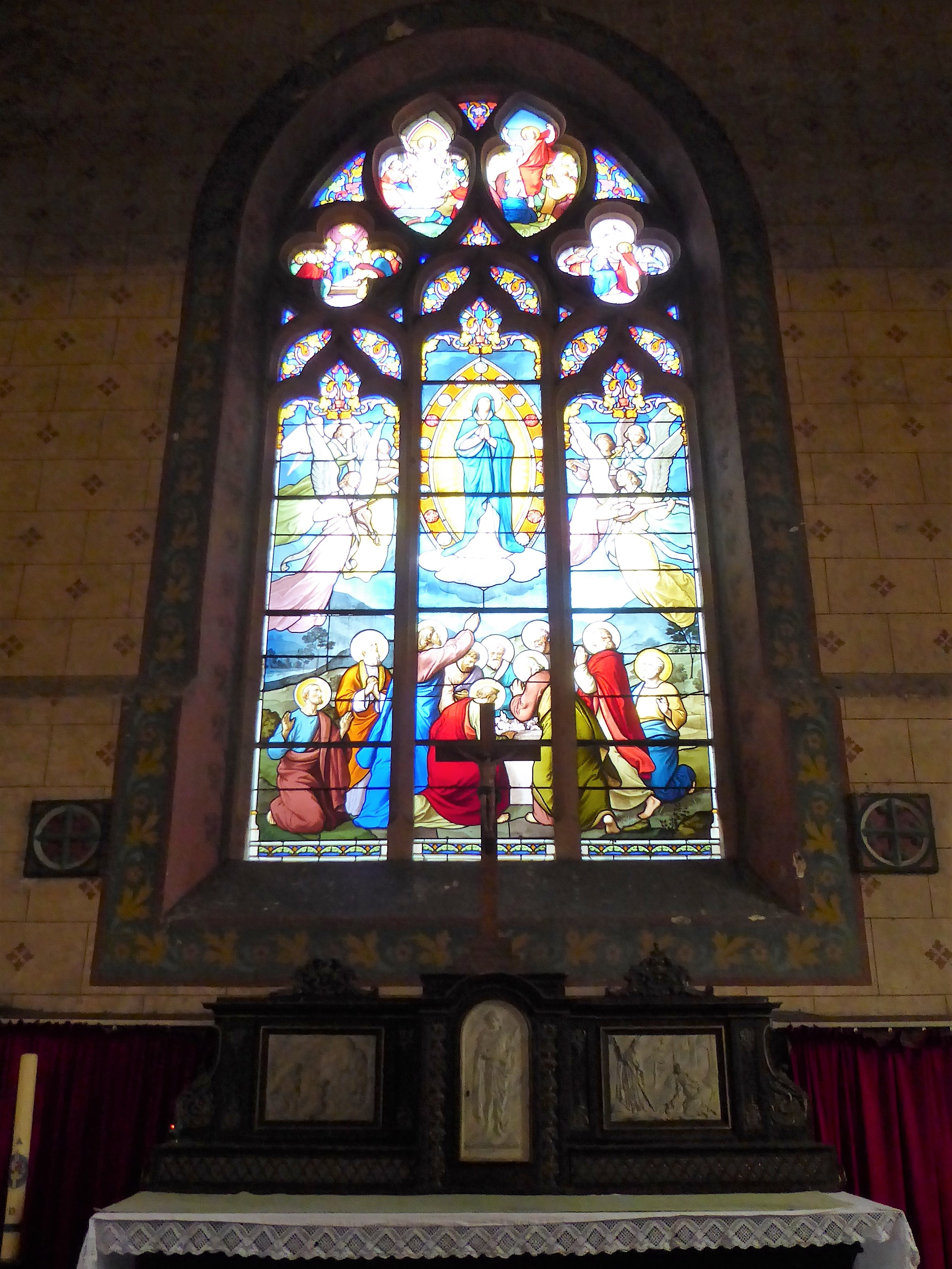
Autel et verrière axiale de l'Assomption de Marie.
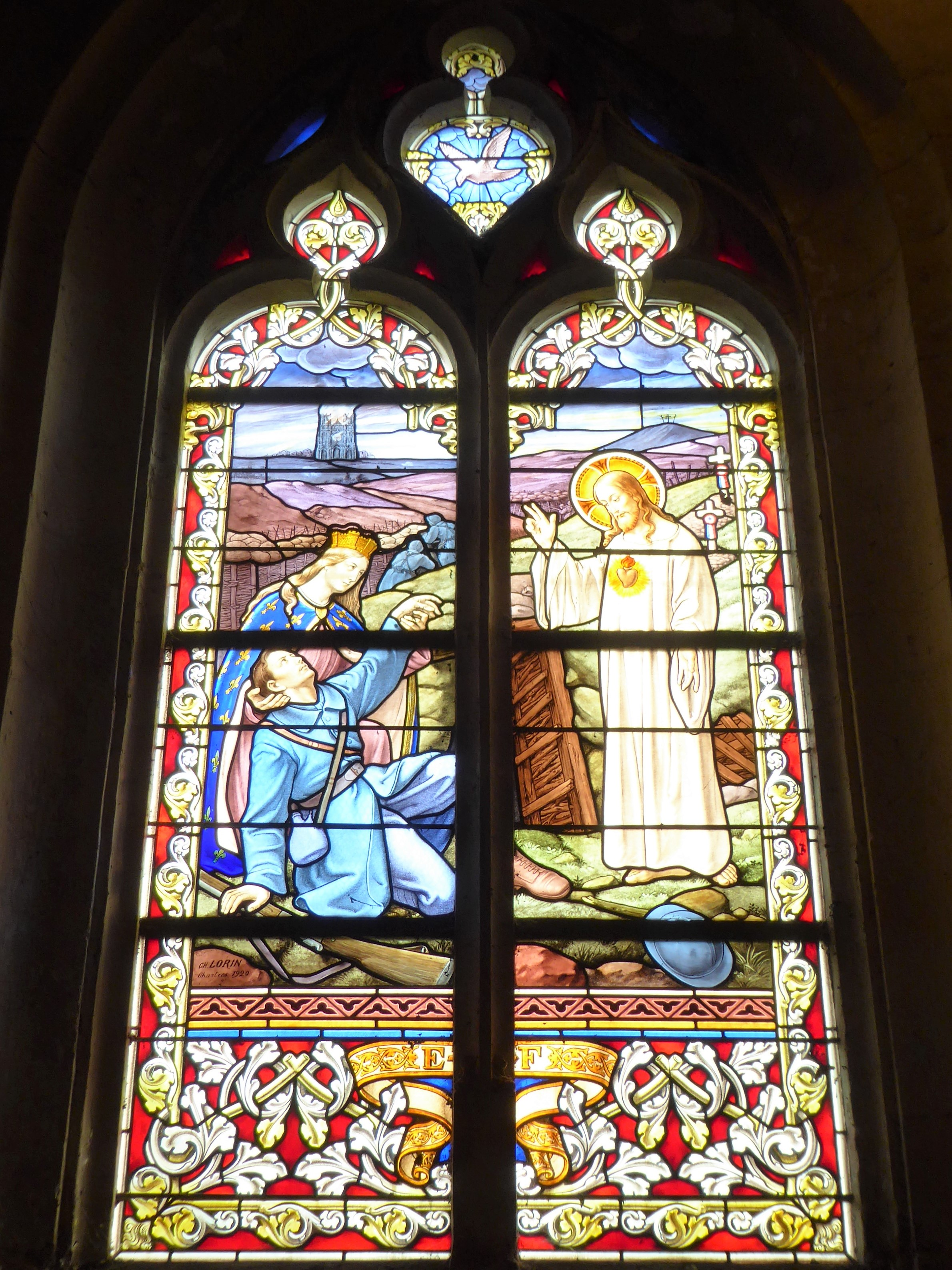
La Première Guerre mondiale, 1920.
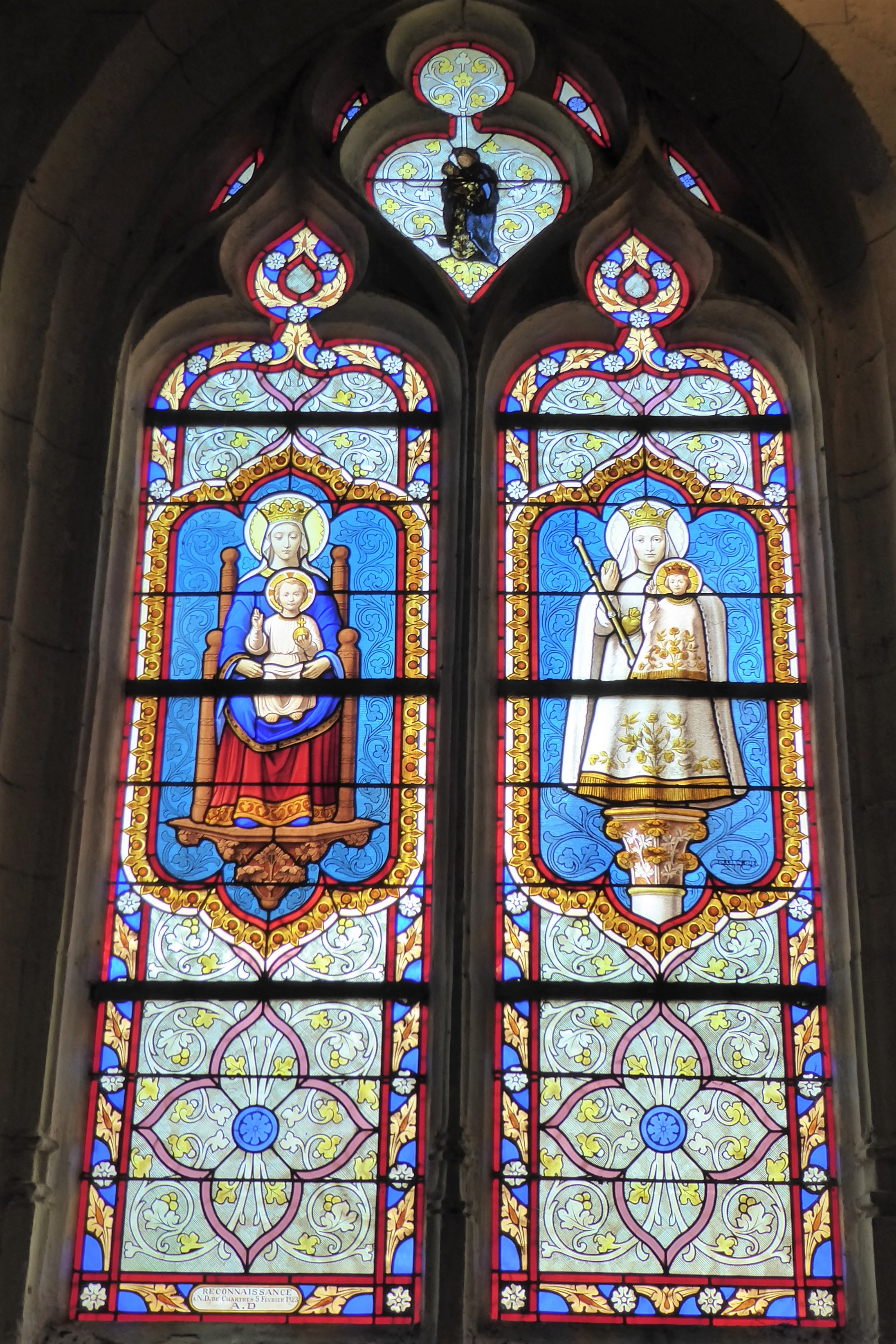
Vitrail de la Vierge à l'Enfant, 1923.
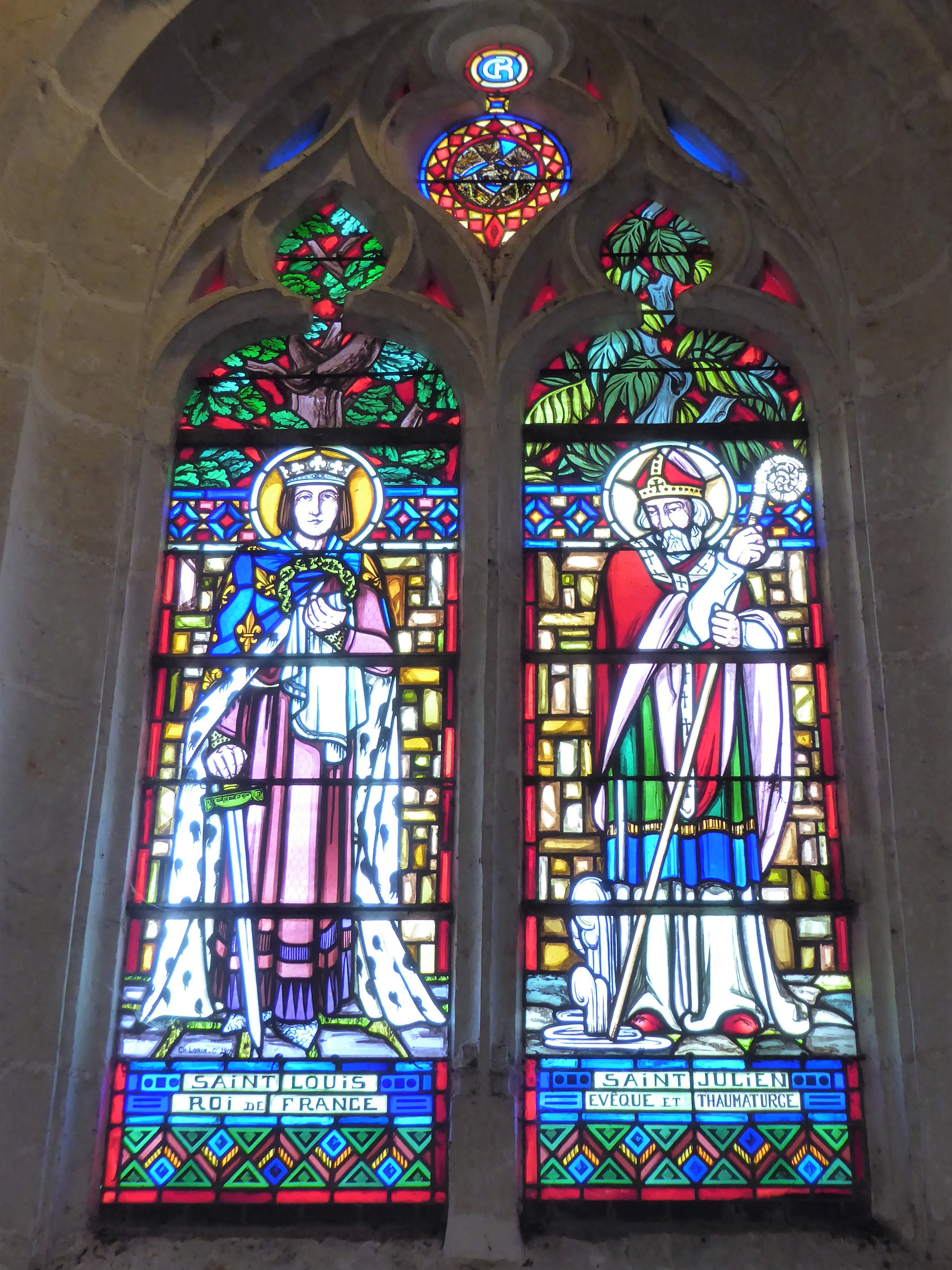
Saint Louis et saint Julien, Ch. Lorin & Cie 1929.
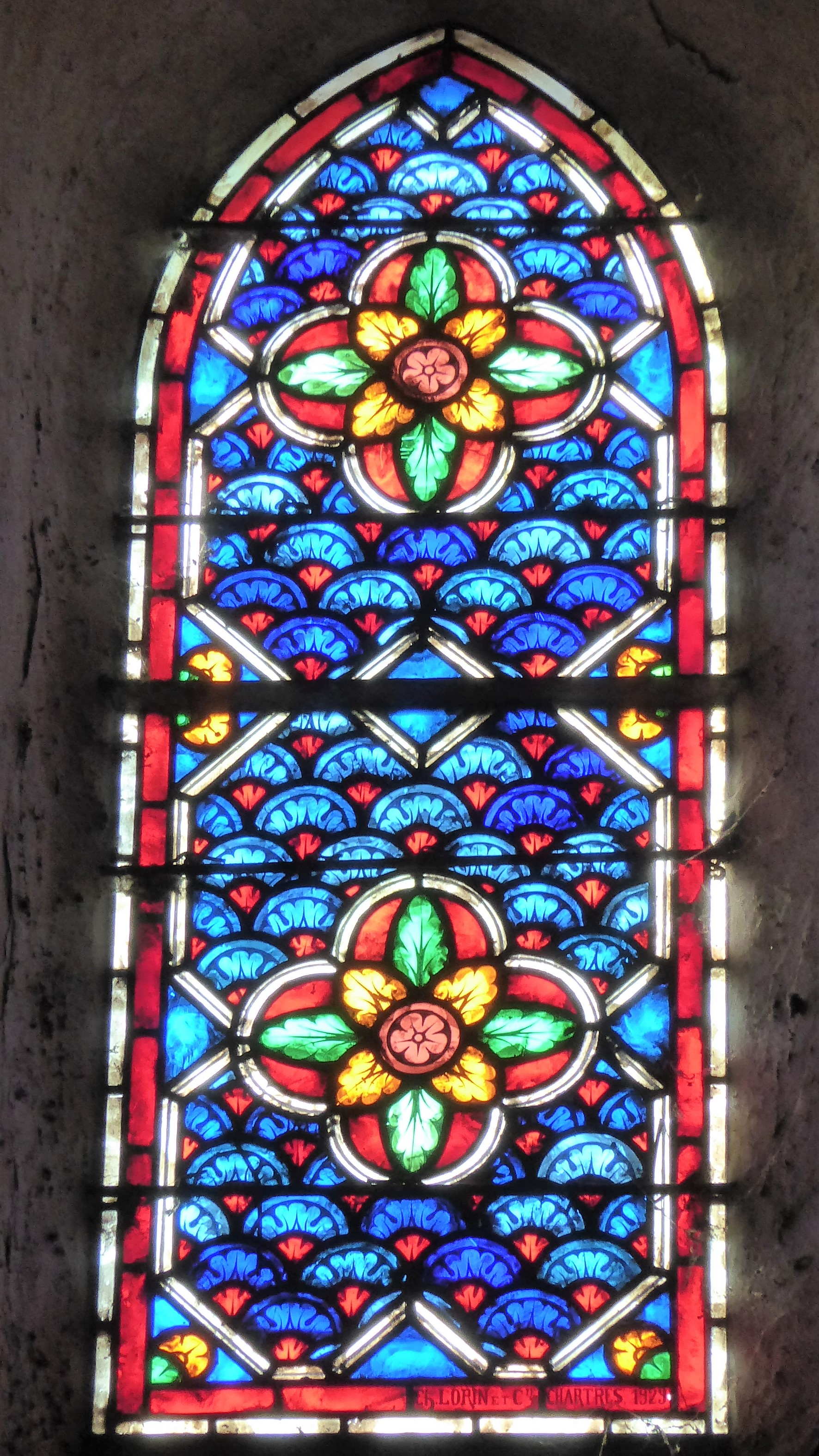
Vitrail Ch. Lorin & Cie Chartres 1929.

## Paroisse et doyenné
L'église Notre-Dame de Chapelle-Royale fait partie de la paroisse Saint-Lubin-du-Perche, rattachée au doyenné du Perche du diocèse de Chartres. L'église adhère à l'Association églises ouvertes en Eure-et-Loir.